# Gran Premio motociclistico d'Olanda 2017
Il Gran Premio motociclistico d'Olanda 2017 è stato l'ottava prova del motomondiale del 2017; ottantasettesima edizione nella storia del TT di Assen, nonché sessantanovesimo GP d'Olanda corso nel contesto iridato.
Nelle tre gare svoltesi nella giornata domenicale si hanno avuto le vittorie di: Arón Canet in Moto3, Valentino Rossi in MotoGP e Franco Morbidelli in Moto2. A differenza di quanto avviene solitamente, si sono invertiti gli orari della gara della classe Moto2 con quello della MotoGP, con quest'ultima che è stata anticipata alle ore 13:00 per evitare sovrapposizioni con il Gran Premio d'Azerbaigian di Formula 1.

## MotoGP
Vittoria per Valentino Rossi che torna così al successo dopo più di un anno dalla sua ultima affermazione (per il pesarese si tratta del 115º ed ultimo successo nel mondiale). Immediatamente alle sue spalle si piazza Danilo Petrucci con la Ducati Desmosedici. Più staccato Marc Márquez completa il podio.
Maverick Viñales, ritiratosi nel corso dell'undicesimo giro, perde la testa del mondiale a favore di Andrea Dovizioso che, chiudendo quinto, sopravanza lo spagnolo di quattro punti. Valentino Rossi grazie al successo ottenuto, risale al terzo posto, a soli sette punti dalla vetta del campionato.

### Arrivati al traguardo
| Pos. | Nº | Pilota           | Squadra                     | Motocicletta       | Giri | Tempo     | Griglia | Punti |
| ---- | -- | ---------------- | --------------------------- | ------------------ | ---- | --------- | ------- | ----- |
| 1º   | 46 | Valentino Rossi  | Movistar Yamaha             | Yamaha YZR-M1      | 26   | 41'41.149 | 4º      | 25    |
| 2º   | 9  | Danilo Petrucci  | OCTO Pramac Racing          | Ducati Desmosedici | 26   | +0.063    | 3º      | 20    |
| 3º   | 93 | Marc Márquez     | Repsol Honda                | Honda RC213V       | 26   | +5.201    | 2º      | 16    |
| 4º   | 35 | Cal Crutchlow    | LCR Honda                   | Honda RC213V       | 26   | +5.243    | 8º      | 13    |
| 5º   | 4  | Andrea Dovizioso | Ducati Team                 | Ducati Desmosedici | 26   | +5.327    | 9º      | 11    |
| 6º   | 43 | Jack Miller      | EG 0,0 Marc VDS             | Honda RC213V       | 26   | +23.390   | 13º     | 10    |
| 7º   | 17 | Karel Abraham    | Pull&Bear Aspar             | Ducati Desmosedici | 26   | +36.982   | 18º     | 9     |
| 8º   | 76 | Loris Baz        | Reale Avintia Racing        | Ducati Desmosedici | 26   | +37.058   | 14º     | 8     |
| 9º   | 29 | Andrea Iannone   | Suzuki Ecstar               | Suzuki GSX-RR      | 26   | +37.166   | 16º     | 7     |
| 10º  | 41 | Aleix Espargaró  | Aprilia Racing Team Gresini | Aprilia RS-GP      | 26   | +1'01.929 | 15º     | 6     |
| 11º  | 44 | Pol Espargaró    | Red Bull KTM Factory Racing | KTM RC16           | 26   | +1'09.384 | 19º     | 5     |
| 12º  | 53 | Esteve Rabat     | EG 0,0 Marc VDS             | Honda RC213V       | 26   | +1'10.121 | 23º     | 4     |
| 13º  | 26 | Dani Pedrosa     | Repsol Honda                | Honda RC213V       | 26   | +1'10.344 | 12º     | 3     |
| 14º  | 5  | Johann Zarco     | Monster Yamaha Tech 3       | Yamaha YZR-M1      | 26   | +1'35.655 | 1º      | 2     |
| 15º  | 99 | Jorge Lorenzo    | Ducati Team                 | Ducati Desmosedici | 25   | +1 giro   | 21º     | 1     |
| 16º  | 8  | Héctor Barberá   | Reale Avintia Racing        | Ducati Desmosedici | 25   | +1 giro   | 20º     |       |
| 17º  | 42 | Álex Rins        | Suzuki Ecstar               | Suzuki GSX-RR      | 25   | +1 giro   | 17º     |       |

### Ritirati
| Nº | Pilota           | Squadra                     | Motocicletta       | Giri | Griglia |
| -- | ---------------- | --------------------------- | ------------------ | ---- | ------- |
| 45 | Scott Redding    | OCTO Pramac Racing          | Ducati Desmosedici | 24   | 5º      |
| 19 | Álvaro Bautista  | Pull&Bear Aspar             | Ducati Desmosedici | 17   | 7º      |
| 38 | Bradley Smith    | Red Bull KTM Factory Racing | KTM RC16           | 13   | 22º     |
| 25 | Maverick Viñales | Movistar Yamaha             | Yamaha YZR-M1      | 11   | 11º     |
| 94 | Jonas Folger     | Monster Yamaha Tech 3       | Yamaha YZR-M1      | 9    | 6º      |
| 22 | Sam Lowes        | Aprilia Racing Team Gresini | Aprilia RS-GP      | 8    | 10º     |

## Moto2
Quinta affermazione stagionale per l'italiano Franco Morbidelli che brucia in volata il suo più diretto avversario in campionato: lo svizzero Thomas Lüthi. Completa il podio il giapponese Takaaki Nakagami che taglia il traguardo in quarta posizione ma guadagna una posizione per la retrocessione di Mattia Pasini che taglia la chicane all'ultimo giro.
Morbidelli rafforza così la leadership nel mondiale portandosi a dodici punti davanti allo svizzero Lüthi. Per quanto concerne i telaisti, dominio totale di Kalex che monopolizza il podio e piazza nove delle sue moto nelle prime dieci posizioni. Unica eccezione è il portoghese Miguel Oliveira che chiude quinto con la sua KTM. 

### Arrivati al traguardo
| Pos. | Nº | Pilota             | Squadra                    | Motocicletta       | Giri | Tempo     | Griglia | Punti |
| ---- | -- | ------------------ | -------------------------- | ------------------ | ---- | --------- | ------- | ----- |
| 1º   | 21 | Franco Morbidelli  | EG 0,0 Marc VDS            | Kalex Moto2        | 24   | 39'39.120 | 1º      | 25    |
| 2º   | 12 | Thomas Lüthi       | CarXpert Interwetten       | Kalex Moto2        | 24   | +0.158    | 3º      | 20    |
| 3º   | 30 | Takaaki Nakagami   | Idemitsu Honda Team Asia   | Kalex Moto2        | 24   | +0.630    | 2º      | 16    |
| 4º   | 54 | Mattia Pasini      | Italtrans Racing           | Kalex Moto2        | 24   | +0.394    | 7º      | 13    |
| 5º   | 44 | Miguel Oliveira    | Red Bull KTM Ajo           | KTM Moto2          | 24   | +0.657    | 4º      | 11    |
| 6º   | 73 | Álex Márquez       | EG 0,0 Marc VDS            | Kalex Moto2        | 24   | +2.774    | 8º      | 10    |
| 7º   | 19 | Xavier Siméon      | Tasca Racing               | Kalex Moto2        | 24   | +6.967    | 6º      | 9     |
| 8º   | 55 | Hafizh Syahrin     | Petronas Raceline Malaysia | Kalex Moto2        | 24   | +7.027    | 12º     | 8     |
| 9º   | 40 | Fabio Quartararo   | Pons HP40                  | Kalex Moto2        | 24   | +11.089   | 5º      | 7     |
| 10º  | 42 | Francesco Bagnaia  | SKY Racing Team VR46       | Kalex Moto2        | 24   | +11.623   | 13º     | 6     |
| 11º  | 23 | Marcel Schrötter   | Dynavolt Intact GP         | Suter MMX2         | 24   | +14.196   | 9º      | 5     |
| 12º  | 77 | Dominique Aegerter | Kiefer Racing              | Suter MMX2         | 24   | +14.521   | 11º     | 4     |
| 13º  | 41 | Brad Binder        | Red Bull KTM Ajo           | KTM Moto2          | 24   | +18.210   | 17º     | 3     |
| 14º  | 68 | Yonny Hernández    | AGR Team                   | Kalex Moto2        | 24   | +18.926   | 18º     | 2     |
| 15º  | 9  | Jorge Navarro      | Federal Oil Gresini        | Kalex Moto2        | 24   | +21.767   | 19º     | 1     |
| 16º  | 87 | Remy Gardner       | Tech 3 Racing              | Tech 3 Mistral 610 | 24   | +22.008   | 21º     |       |
| 17º  | 2  | Jesko Raffin       | Garage Plus Interwetten    | Kalex Moto2        | 24   | +22.179   | 20º     |       |
| 18º  | 5  | Andrea Locatelli   | Italtrans Racing           | Kalex Moto2        | 24   | +32.097   | 23º     |       |
| 19º  | 37 | Augusto Fernández  | Speed Up Racing            | Speed Up SF7       | 24   | +32.231   | 22º     |       |
| 20º  | 62 | Stefano Manzi      | SKY Racing Team VR46       | Kalex Moto2        | 24   | +40.349   | 25º     |       |
| 21º  | 45 | Tetsuta Nagashima  | Teluru SAG                 | Kalex Moto2        | 24   | +44.830   | 24º     |       |
| 22º  | 49 | Axel Pons          | RW Racing GP               | Kalex Moto2        | 24   | +48.509   | 10º     |       |
| 23º  | 27 | Iker Lecuona       | Garage Plus Interwetten    | Kalex Moto2        | 24   | +57.518   | 27º     |       |
| 24º  | 57 | Edgar Pons         | Pons HP40                  | Kalex Moto2        | 24   | +1'06.824 | 28º     |       |
| 25º  | 6  | Tarran Mackenzie   | Kiefer Racing              | Suter MMX2         | 24   | +1'24.146 | 29º     |       |
| 26º  | 89 | Khairul Idham Pawi | Idemitsu Honda Team Asia   | Kalex Moto2        | 21   | +3 giri   | 26º     |       |

### Ritirati
| Nº | Pilota         | Squadra            | Motocicletta | Giri | Griglia |
| -- | -------------- | ------------------ | ------------ | ---- | ------- |
| 32 | Isaac Viñales  | BE-A-VIP SAG       | Kalex Moto2  | 11   | 16º     |
| 11 | Sandro Cortese | Dynavolt Intact GP | Suter MMX2   | 5    | 30º     |
| 10 | Luca Marini    | Forward Racing     | Kalex Moto2  | 1    | 14º     |
| 24 | Simone Corsi   | Speed Up Racing    | Speed Up SF7 | 1    | 15º     |

### Non partiti
| Nº | Pilota              | Squadra        | Motocicletta       |
| -- | ------------------- | -------------- | ------------------ |
| 7  | Lorenzo Baldassarri | Forward Racing | Kalex Moto2        |
| 97 | Xavi Vierge         | Tech 3 Racing  | Tech 3 Mistral 610 |

## Moto3
Arón Canet con la Honda NSF250R del team Estrella Galicia 0,0 vince la gara della classe Moto3. Il pilota spagnolo, giunto alla seconda vittoria stagionale e di carriera chiude al primo posto davanti a Romano Fenati del team Marinelli Rivacold Snipers ed a John McPhee del British Talent Team. 
Con questo risultato, Canet e Fenati accorciano le distanze rispetto alla prima posizione nella graduatoria generale di Joan Mir portandosi a meno trenta e meno trentadue punti, rispettivamente al secondo e terzo posto in classifica piloti.

### Arrivati al traguardo
| Pos. | Nº | Pilota                 | Squadra                    | Motocicletta   | Giri | Tempo     | Griglia | Punti |
| ---- | -- | ---------------------- | -------------------------- | -------------- | ---- | --------- | ------- | ----- |
| 1º   | 44 | Arón Canet             | Estrella Galicia 0,0       | Honda NSF250R  | 22   | 38'20.364 | 6º      | 25    |
| 2º   | 5  | Romano Fenati          | Marinelli Rivacold Snipers | Honda NSF250R  | 22   | +0.035    | 15º     | 20    |
| 3º   | 17 | John McPhee            | British Talent Team        | Honda NSF250R  | 22   | +0.117    | 19º     | 16    |
| 4º   | 88 | Jorge Martín           | Del Conca Gresini          | Honda NSF250R  | 22   | +0.310    | 1º      | 13    |
| 5º   | 95 | Jules Danilo           | Marinelli Rivacold Snipers | Honda NSF250R  | 21   | +0.532    | 14º     | 11    |
| 6º   | 42 | Marcos Ramírez         | Platinum Bay Real Estate   | KTM RC 250 GP  | 22   | +0.594    | 23º     | 10    |
| 7º   | 19 | Gabriel Rodrigo        | RBA BOE Racing             | KTM RC 250 GP  | 22   | +0.651    | 12º     | 9     |
| 8º   | 24 | Tatsuki Suzuki         | SIC58 Squadra Corse        | Honda NSF250R  | 22   | +0.679    | 10º     | 8     |
| 9º   | 36 | Joan Mir               | Leopard Racing             | Honda NSF250R  | 22   | +0.980    | 7º      | 7     |
| 10º  | 8  | Nicolò Bulega          | SKY Racing Team VR46       | KTM RC 250 GP  | 22   | +6.972    | 3º      | 6     |
| 11º  | 65 | Philipp Öttl           | Südmetall Schedl GP Racing | KTM RC 250 GP  | 22   | +8.196    | 23º     | 5     |
| 12º  | 58 | Juanfran Guevara       | RBA BOE Racing             | KTM RC 250 GP  | 22   | +9.200    | 30º     | 4     |
| 13º  | 40 | Darryn Binder          | Platinum Bay Real Estate   | KTM RC 250 GP  | 22   | +10.746   | 28º     | 3     |
| 14º  | 16 | Andrea Migno           | SKY Racing Team VR46       | KTM RC 250 GP  | 22   | +10.890   | 27º     | 2     |
| 15º  | 71 | Ayumu Sasaki           | SIC Racing                 | Honda NSF250R  | 22   | +10.920   | 22º     | 1     |
| 16º  | 12 | Marco Bezzecchi        | CIP                        | Mahindra MGP3O | 22   | +16.249   | 5º      |       |
| 17º  | 84 | Jakub Kornfeil         | Peugeot MC Saxoprint       | Peugeot        | 22   | +16.344   | 13º     |       |
| 18º  | 41 | Nakarin Atiratphuvapat | Honda Team Asia            | Honda NSF250R  | 22   | +16.479   | 4º      |       |
| 19º  | 27 | Kaito Toba             | Honda Team Asia            | Honda NSF250R  | 22   | +33.845   | 32º     |       |
| 20ª  | 6  | María Herrera          | AGR Team                   | KTM RC 250 GP  | 22   | +34.172   | 16ª     |       |
| 21º  | 11 | Livio Loi              | Leopard Racing             | Honda NSF250R  | 22   | +34.338   | 18º     |       |
| 22º  | 4  | Patrik Pulkkinen       | Peugeot MC Saxoprint       | Peugeot        | 22   | +48.171   | 20º     |       |

### Ritirati
| Nº | Pilota                | Squadra                 | Motocicletta   | Giri | Griglia |
| -- | --------------------- | ----------------------- | -------------- | ---- | ------- |
| 7  | Adam Norrodin         | SIC Racing              | Honda NSF250R  | 21   | 11º     |
| 64 | Bo Bendsneyder        | Red Bull KTM Ajo        | KTM RC 250 GP  | 21   | 2º      |
| 31 | Raúl Fernández        | Aspar Mahindra          | Mahindra MGP3O | 20   | 31º     |
| 33 | Enea Bastianini       | Estrella Galicia 0,0    | Honda NSF250R  | 14   | 17º     |
| 48 | Lorenzo Dalla Porta   | Aspar Mahindra          | Mahindra MGP3O | 14   | 24º     |
| 14 | Tony Arbolino         | SIC58 Squadra Corse     | Honda NSF250R  | 7    | 8º      |
| 96 | Manuel Pagliani       | CIP                     | Mahindra MGP3O | 6    | 9º      |
| 21 | Fabio Di Giannantonio | Del Conca Gresini       | Honda NSF250R  | 3    | 21º     |
| 31 | Ryan van de Lagemaat  | Lamotec Lagemaat Racing | KTM RC 250 GP  | 2    | 29º     |

### Non partito
| Nº | Pilota            | Squadra          | Motocicletta  |
| -- | ----------------- | ---------------- | ------------- |
| 23 | Niccolò Antonelli | Red Bull KTM Ajo | KTM RC 250 GP |